# For the Man She Loved (film 1913 Thanhouser)
For the Man She Loved è un cortometraggio muto del 1913. Il nome del regista non viene riportato.

## Produzione
Il film fu prodotto dalla Thanhouser Film Corporation.

## Distribuzione
Distribuito dalla Mutual Film, uscì nelle sale cinematografiche USA l'8 luglio 1913, solo qualche giorno prima di un altro For the Man She Loved prodotto dall'Eclair American.